# ۱۲۵۵ (قمری)
۱۲۵۵ (قمری)، هزار و دویست و پنجاه و پنجمین سال در گاهشماری هجری قمری است. اول محرم این سال برابر با هفدهم مارس سال ۱۸۳۹ میلادی است.